# (5216) Cannizzo
(5216) Cannizzo est un astéroïde de la ceinture principale.

## Description
(5216) Cannizzo est un astéroïde de la ceinture principale. Il fut découvert le 16 avril 1941 à Turku par Liisi Oterma. Il présente une orbite caractérisée par un demi-grand axe de 2,61 UA, une excentricité de 0,16 et une inclinaison de 14,1° par rapport à l'écliptique.

## Compléments